# کمال‌الدین نیک‌خوی
کمال‌الدین نیک‌خوی (زادهٔ ۱۲ ژوئن ۱۹۸۹ در آق‌قلا) بازیکن فوتبال اهل ایران است که در پست مدافع بازی می‌کند.

## دوران باشگاهی

### سایپا
وی اولین بازی خود در لیگ برتر خلیج فارس را در هفته اول لیگ برتر فوتبال ایران ۹۹–۱۳۹۸، مقابل باشگاه فوتبال ذوب آهن اصفهان انجام داد.
وی همچنین اولین گل خود در لیگ برتر خلیج فارس را در هفته سوم لیگ برتر فوتبال ایران ۹۹–۱۳۹۸، مقابل باشگاه فوتبال نساجی مازندران به ثمر رساند.

## افتخارات
پارس جم
- لیگ آزادگان (دسته یک): ۹۶–۱۳۹۵ (قهرمان و صعود به لیگ برتر خلیج فارس.)

شاهین بوشهر
- لیگ آزادگان (دسته یک): ۹۸–۱۳۹۷ (نایب قهرمان و صعود به لیگ برتر خلیج فارس.)